# Noga zakroczna

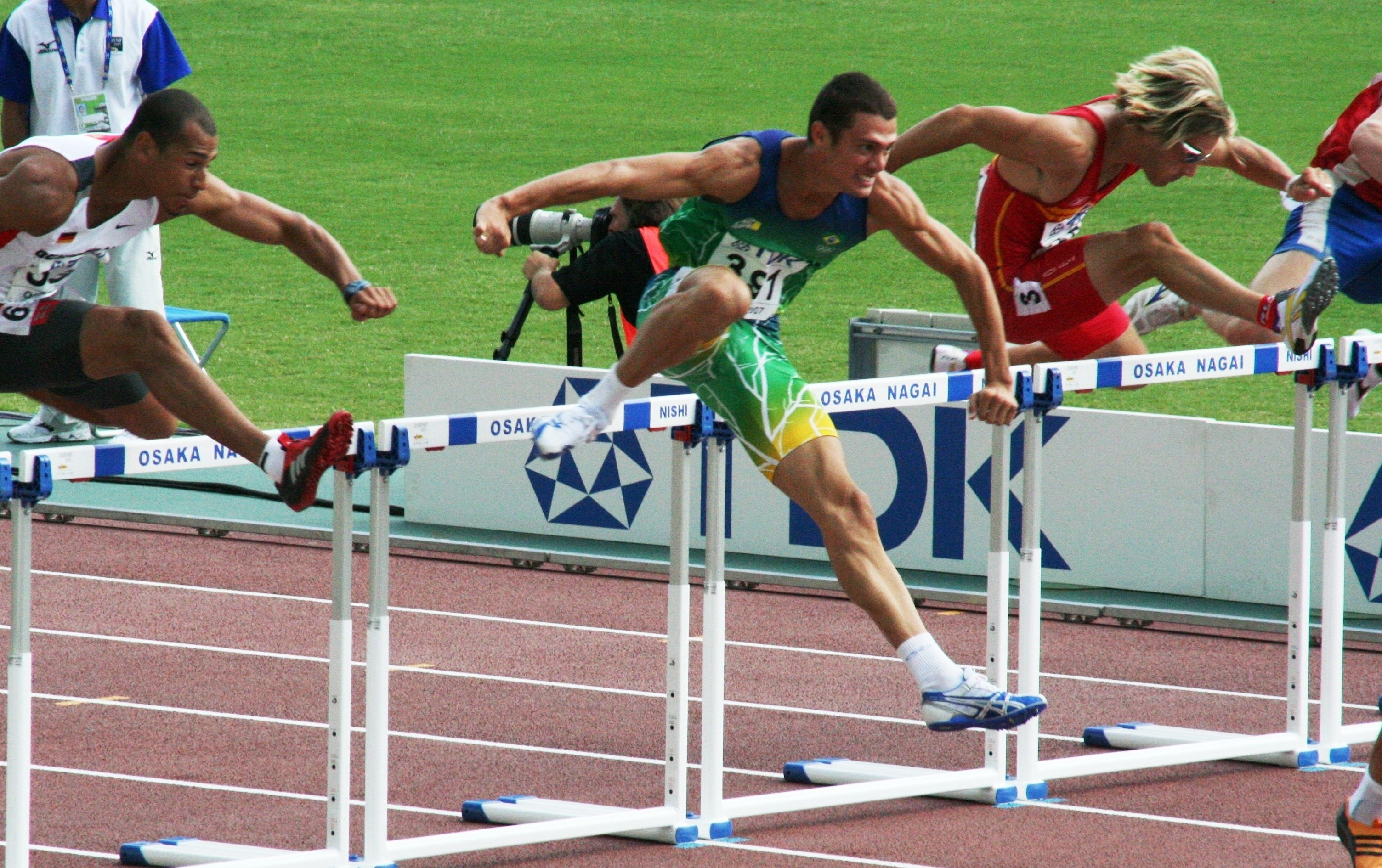
Dla płotkarza po lewej lewa noga jest zakroczną

Zakroczna – w biegach płotkarskich i w biegach przez przeszkody, noga, która jako druga przechodzi przez płotek.